# Lolicon
Lolicon (ロリコン), rorikon ou loli-con é uma abreviatura de lolita complex, ou seja, complexo de lolita em inglês. Na cultura popular japonesa, o termo é associado ao gênero de mídia (principalmente em anime, mangá e jogos eletrônicos) que tem como foco personagens femininas infantis (ou com traços infantis), particularmente em uma maneira sugestiva ou erótica, sendo essa a definição mais comum fora do Japão.
As leis japonesas consideram que mangás e animes sobre lolicon não são ilegais desde que crianças de verdade não sejam empregadas na sua produção, permitindo o surgimento de um grande mercado para esse tipo de produto.

## Etimologia

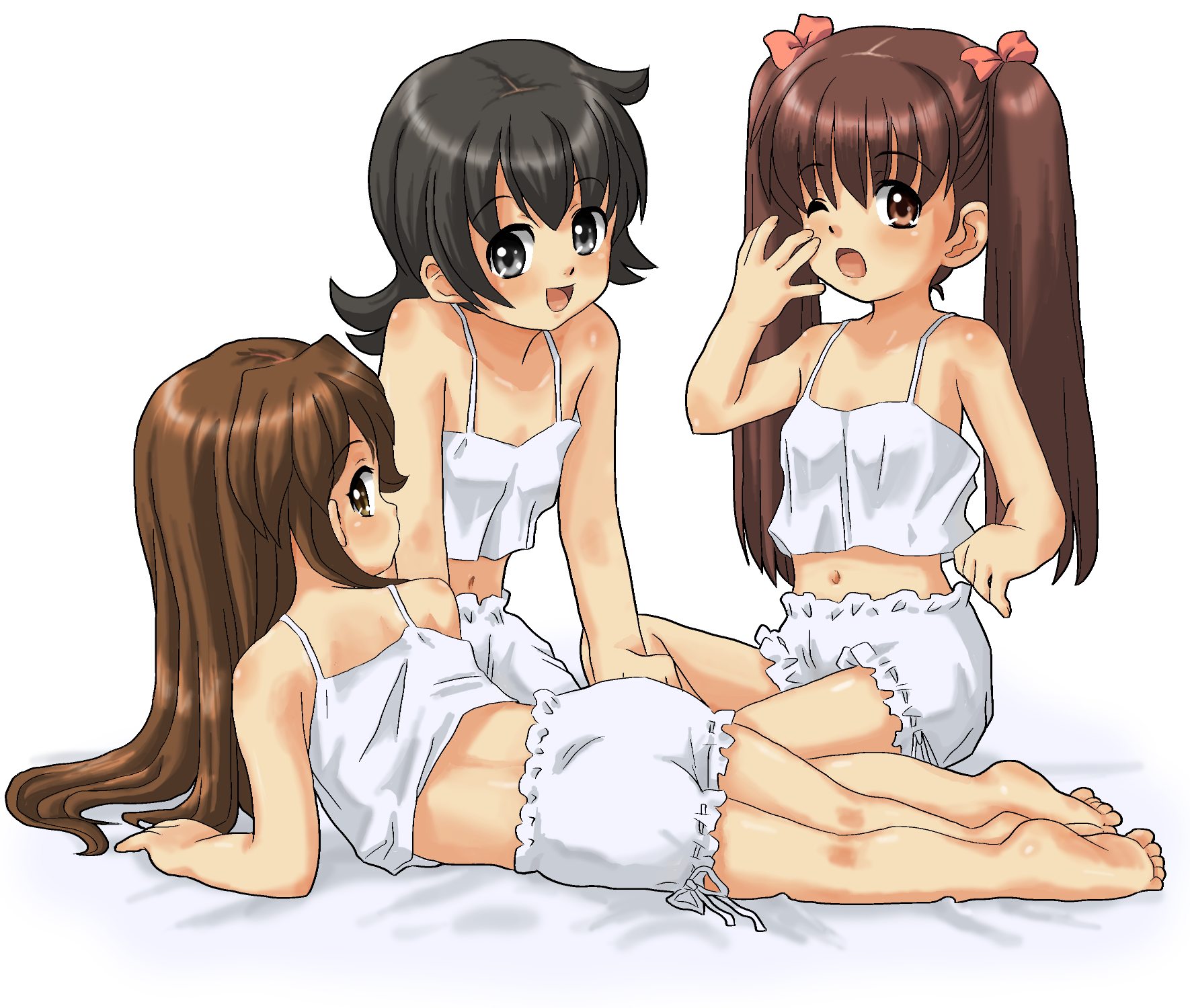
As imagens de lolicon mostram personagens com características infantis sugerindo erotismo, seja de forma subjetiva, como nesse exemplo, ou de forma mais explícita

Lolicon é uma abreviação japonesa de "Lolita complex" (ロリータ・コンプレックス, rorīta konpurekkusu), um termo inglês e wasei-eigo derivado do romance Lolita (1955) de Vladimir Nabokov, mas que no Japão é mais associado com The Lolita Complex (1966, traduzido 1969) de Russell Trainer, uma obra de psicologia popular na qual o autor usa o termo para descrever a atração de homens adultos à meninas púbere e pré-púberes. Em japonês o termo foi adotado para descrever sentimentos amorosos e lascivos por garotas jovens em vez de mulheres adultas, com esse significado permanecendo o comum. Devido a sua associação com a cultura otaku (fãs de anime e mangá), no entanto, o termo hoje é mais comumente usado para descrever desejos em relação à personagens femininas jovens ou com aparência jovem (ロリ, "loli") que geralmente se entende que existem e são satisfeitas na ficção. Entretanto, o significado do termo é contestado e a palavra continua carregando a conotação de pedofilia e pode se aplicar a pornografia infantil ou a pedófilos para o público japonês em geral, enquanto no Ocidente seu significado é menos amplo. Lolicon também se refere à obras sexualizadas que contém esses tipos de personagens e fãs dessas. É distinto de palavras mais formais para pedofilia (yōji-zuki ou pedofiria; clinicamente shōniseiai ou jidōseiai) e pornografia infantil (jidō poruno).
A palavra é soletrada em japonês lolicon, e não lolicom, devido à fonologia da língua japonesa. Outra forma de se escrever é rorikon.
O significado de "lolicon" no contexto otaku desenvolveu-se no início dos anos 1980, durante o "boom do lolicon" nos mangás adultos. Segundo o editor e crítico Akira Akagi, o termo evoluiu do significado original de um par sexual entre um homem mais velho e uma menina mais jovem para descrever o desejo pela "fofura" e "feminilidade" em mangás e animes. Outros críticos definem lolicon como o desejo por "coisas fofas", personagens "semelhantes a mangás" ou "semelhantes a animes", "redondeza" e o "bidimensional" em oposição ao "real". Na época, todo erotismo em estilo mangá que apresentava personagens bishōjo era associado ao termo. Sinônimos de "Lolita complex" incluíam "complexo bidimensional", "fetichismo bidimensional" (nijikon fechi), "síndrome bidimensional" (nijikon shōkōgun), "síndrome de garotas fofas" (bishōjo shōkōgun) e simplesmente "doença" (byōki). Com o passar do tempo, à medida que os tipos de corpos se tornavam mais variados após o fim do "boom do lolicon", a abrangência do termo foi reduzida para representar apenas personagens com aparência mais jovem.
Lolicon tornou-se uma palavra-chave em debates após a prisão de Tsutomu Miyazaki, um assassino em massa de meninas jovens que foi retratado como um otaku em reportagens da mídia, em 1989. Como lolicon foi misturado com o desejo por crianças reais em debates sobre "mangás prejudiciais", o significado inicial foi trocado entre otaku por moe, palavra que se refere a sentimentos de afeto e amor por personagens de forma mais geral. Assim como moe, lolicon ainda é usado por otaku para referir-se a uma atração que é conscientemente distinta da realidade; alguns otaku se identificam como "lolicon bidimensional" (nijigen rorikon) para esclarecer a sua atração por personagens. O termo tem se tornado uma palavra-chave em críticas de mangá e sexualidade dentro do Japão, bem como globalmente com a difusão da cultura popular japonesa.

## História

### Contexto
Nos anos 1970, mangás shōjo (com público-alvo feminino) passaram por um renascimento no qual artistas experimentaram novas narrativas e estilos e introduziram temas como psicologia, gênero e sexualidade. Estes desenvolvimentos atraíram homens adultos fãs de mangá shōjo, que ultrapassavam as fronteiras de gênero para produzir e consumí-lo. A primeira aparição do termo "Lolita complex" em mangá foi em Kyabetsu Batake wo Tsumazuite (キャベツ畑でつまずいて), uma obra de Shinji Wada inspirada em Alice no País das Maravilhas publicada na edição de junho de 1974 da revistá de mangá Bessatsu Margaret, na qual o personagem masculino chama Lewis Caroll de um homem que tem um "caráter estranho de gostar apenas de crianças pequenas" como piada interna para leitores adultos. Os primeiros trabalhos artísticos lolicon foi influenciada com artistas masculinos imitando o estilo de mangás shōjo, bem como mangás eróticos criados por artistas femininas para leitores masculinos.
A imagem da shōjo (menina jovem) se tornou dominante na mídia japonesa nos anos 1970 como idealização da fofura, inocência e um "Eros idealizado", atributos que se apegaram à imagem de garotas mais jovens ao passar do tempo. Fotografias nuas de shōjo, concebidas como belas artes, ganharam popularidade: uma coleção de fotos entitulada "Ninfeta: O Mito dos 12 Anos" foi publicada em 1969 e em 1972 e 1973 houve um "boom de Alice" em fotos nuas tematizadas de Alice no País das Maravilhas. Revistas adultas especializadas que continham fotos nuas, histórias fictícias e redações sobre o apelo de garotas jovens emergiram nos anos 1980; esta tendência se desvaneceu no fim dos anos 1980, devido à reação adversa e porque muitos homens preferiam imagens de shōjo em mangá ou anime. A disseminação de tais imagens, tanto em fotografia quanto em mangá, pode ter sido impulsionada por proibições na exibição de pelos pubianos sob as leis japonesas de obscenidade.

### Décadas de 1970 e 1980
A ascensão de lolicon como gênero começou na Comiket (Comic Market), uma feira dedicada à venda de dōjinshi (obras autopublicadas) fundada em 1975 pelo grupo Meikyu, composto de adultos masculinos fãs de mangá shōjo; em 1979, um grupo de artistas masculinos publicou a primeira edição da fanzine Cybele [ja], cuja obra de destaque era uma paródia erótica de Chapeuzinho Vermelho feita por Hideo Azuma, conhecido como o "Pai do Lolicon". Antes de Cybele, o estilo dominante em seinen e mangás pornográficos era o gekiga, caracterizado por realismo, ângulos agudos, hachura escura e traços grossos.  O trabalho de Azuma, em contraste, exibia sombreamento leve e linhas limpas e circulares, que ele via como "integralmente erótico" e compartilhando com o mangá shōjo uma "ausência de realidade". A combinação dos corpos robustos das obras de Osamu Tezuka e as faces emotivas de mangás shōjo marcou o advento da bishōjo e a estética do "erotismo fofo". Embora que erótico, mangás lolicon foi inicialmente visto, principalmente, como humorístico e paródico, mas uma grande base de fãs logo cresceu em resposta à alternativa ao gekiga pornográfico que representavam. Mangás eróticos começaram a afastar-se de combinar corpos realísticos e rostos de desenho animado, em direção a um estilo totalmente não realístico. Mangás lolicon desempenhou um papel importante em atrair fãs do gênero masculino para o Comiket, cujo participantes eram 90 por cento do gênero feminino em 1975; em 1981, a proporção de participantes masculinos e femininos era igual.  Mangás lolicon, em sua maioria criados e direcionados a homens, serviram como uma resposta aos mangás yaoi (que representam o homoerotismo masculino), estes criados e consumidos sobretudo por mulheres.
No começo dos anos 1980, verificou-se um "boom do lolicon" na arte profissional e amadora. A popularidade do lolicon na comunidade otaku atraiu a atenção de algumas editoras, que fundariam publicações dedicadas ao gênero, como a Lemon People e a Manga Burikko, ambas em 1982. Outras revistas do boom são a Manga Hot Milk [ja], Melon Comic e Halfliter [ja]. A ascensão do gênero estava intimamente ligada ao desenvolvimento simultâneo da cultura otaku e à crescente consciência dos fãs, a própria palavra otaku surgiu originalmente na revista Manga Burikko em 1983. Originalmente fundada como uma revista gekiga pouco lucrativa, a publicação foi transformada em uma revista lolicon pelo editor Eiji Ōtsuka, cuja intenção era publicar "mangá shōjo para meninos". Refletindo a influência do mangá shōjo, havia um espaço cada vez menor na arte lolicon para personagens realistas e representações explícitas de sexo; em 1983, os editores da Burikko cederam às demandas dos leitores, removendo fotografias de gravure idols das suas páginas introdutórias, publicando uma edição com o subtítulo "Revista de Quadrinhos Totalmente Bishōjo". Revistas focadas em conteúdo lolicon regularmente publicavam obras de artistas do gênero feminino, por exemplo Kyoko Okazaki [ja] e Erika Sakurazawa [ja], e artistas do gênero masculino, como Aki Uchiyama, apelidado de "Rei do Lolicon", que produziu 160 páginas de mangá por mês para atender à demanda. Os trabalhos de Uchiyama foram publicados tanto em revistas de nicho como a Lemon People, quanto na popular Shōnen Champion. A primeira série de anime pornográfico foi Lolita Anime, uma série de OVA lançado em episódios durante 1984 e 1985.

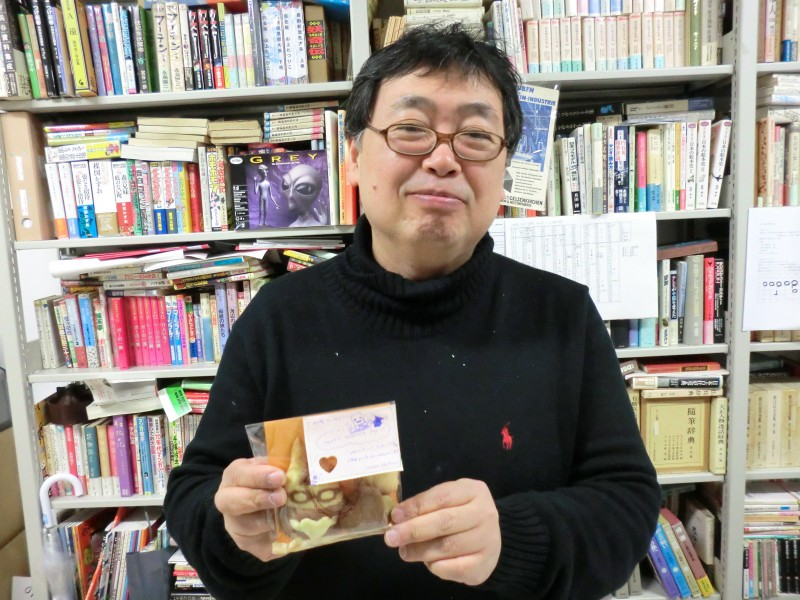
Eiji Ōtsuka, editor da revista lolicon Manga Burikko, desempenhou um papel chave no boom de lolicon.

Incluído em personagens icônicos do boom de lolicon estão Clarisse do filme Lupin III: O Castelo de Cagliostro (1979) e Lana da série de televisão Mirai Shōnen Conan (1978), ambos dirigidos por Hayao Miyazaki. Clarisse era especialmente popular e inspirou uma série de artigos discutindo seu apelo nas revistas especializadas em anime Gekkan Out [ja], Animec [ja] e Animage, assim como uma onda de obras de fãs denominadas "revistas Clarisse" que não eram explicitamente sexuais, mas de natureza "feminina" e remetendo aos "contos de fadas". Muitas obras lolicon combinavam elementos mecha e bishōjo;  a estreia de abertura de Daicon III na Nihon SF Taikai é um exemplo notável da proeminência de ficção científica e lolicon na nascente cultura otaku da época. Programas de anime voltados para meninas e protagonizados por heroínas jovens, como Magical Princess Minky Momo, ganharam uma nova audiência composta de homens adultos, que começaram fã-clubes e eram buscados pelos criadores.
O boom de lolicon em mangás eróticos durou apenas até 1984. Perto do fim do boom, uma vez que "os fãs não tinham apego ao lolicon em si" e "não tinham [meninas jovens] como objetos de desejo sexual", a maioria dos leitores e criadores de mangás eróticos se voltaram às obras diversificadas de bishōjo apresentando personagens "com seios grandes e rostos de bebê", que já não eram considerados lolicon. Na Comiket, a popularide de mangás lolicon diminuiu por volta de 1989, com os desenvolvimentos em dōjinshi erótico, incluindo novos gêneros de fetichismo e a crescente popularidade de erótica softcore popular entre homens e mulheres, particularmente a de mangás yuri (caracterizado por temas lésbicos).

### Década de 1990 ao presente
Em 1989, lolicon e otaku foram sujeitos de um circo midiático e pânico moral após a prisão de Tsutomu Miyazaki, um homem que havia sequestrado e matado quatro meninas entre as idades de quatro e sete e cometido atos sexuais com seus corpos.  Fotos amplamente divulgadas do quarto de Miyazaki revelaram uma extensiva coleção de fitas de vídeo, que incluíam filmes de terror/slasher, a partir dos quais ele modelara alguns de seus crimes, e mangás, incluindo obras shōjo e lolicon. No extenso debate que se seguiram, os crimes de Miyazaki foram culpados em supostas influências da mídia: nomeadamente, uma redução em suas inibições ao crime e a diluição das linhas entre ficção e realidade. Miyazaki foi rotulado como otaku e a impressão de otaku como homens "socialmente e sexualmente imaturos" e, por alguns, como "pedófilos e potenciais criminosos" foi estabelecida para uma grande parte do público. A década foi marcada por repressões locais contra vendedores e editores de "mangás nocivos" e a detenção de alguns artistas de mangá. Apesar disso, as ilustrações lolicon expandiram e tornaram-se mais aceitáveis em mangás nos anos 1990 e nos anos 2000 ocorreu um pequeno boom no gênero, provocado pela revista Comic LO.

## Mídia
Mídia lolicon tem uma definição vaga. Alguns definem as suas personagens por idade, enquanto outros definem suas personagens por aparência (aquelas que são pequenas e têm seios pequenos, independentemente de idade). Obras lolicon frequentemente representam personagens meninas como inocentes, precoces e, às vezes, flertadoras;  personagens podem aparecer em situações próxima ou totalmente de uma natureza sexual, embora o termo possa ser utilizado em obras que não tenha ambos. De acordo com Kaoru Nagayama, leitores de mangá definem obras lolicon como "aquelas que contém uma heroína mais nova que estudantes do ensino secundário [do 7º ao 9º ano]", uma definição que pode variar de personagens com menos de 18 para "a maioria do sociedade", a personagens "mais novos que estudantes de ensino primário" para "fanáticos" e a "alunos de jardim de infância" para "leitores mais pedofílicos". Personagens meninas em lolicon podem expor uma atuação contraditória com sua idade, no qual seu corpo, comportamento e papel na história conflituam; por exemplo, personagens lolibaba ("vovó Lolita") falam e agem com os trejeitos de mulheres mais velhas. Quadris curvos e outras características sexuais secundárias também aparecem como traços de muitos personagens do gênero. Os dispositivos de enredo frequentemente explicam a aparência jovem de personagens que são não humanos ou que, na verdade, são muito mais velhos.
Akira Akagi identifica temas em mangás lolicon incluindo sadomasoquismo, "objetos apalpadores" (tentáculos alienígenas ou robôs no papel do pênis), "fetiches mecha" (combinações de uma máquina e uma garota), paródias eróticas de mangás e animes populares e "simplesmente coisas indecentes ou pervertidas", também notando temas comuns de lesbianismo e masturbação. O estudioso de mídia Setsu Shigematsu argumenta que formas de substituição e imitação proporcionam ao lolicon a habilidade de "transformar o sexo hétero em uma forma paródica". Obras mais extremas retratam temas como estupro, incesto, bondage e hermafroditismo. Nagayama argumenta que a maioria dos mangás lolicon lidam com uma "consciência do pecado", ou um senso de tabu e culpa no seu consumo. Alguns mangás tratam isso ao retratar a menina apreciando a experiência ao final, enquanto outros representam a menina como a parceira ativa no sexo, que seduz homens a ela. Outros mangás lolicon, onde "homens são o mal absoluto e as meninas são vítimas lamentáveis", satisfazem-se no "prazer do pecado" através da quebra dos tabus, que ele argumenta que afirma a fragilidade das personagens. Ele postula que mangás representando sexo entre crianças evitam a "consciência do pecado" via inocência mútua, ao mesmo tempo em que tematizam a nostalgia e um passado idealizado, enquanto outros mangás lolicon realizam isto através de personagens com designs especialmente irrealistas e moe, onde "é precisamente porque a ficção se distingue da realidade como ficção que se pode experienciar o moe".
Mangás lolicon, frequentemente publicados como dōjinshi ou compilado em revistas de antologia, é majoritariamente consumido por audiências masculinas, embora Nagayama note que as obras de Hiraku Machida [ja] "repercutiram com leitoras" e "ganharam o apoio das mulheres". Outros artistas notáveis incluem Aguda Wanyan [ja] Takarada Gorgeous [ja] e criadoras Erika Wada e Fumio Kagami [ja]. Imagens lolicon são um tema comum em Superflat, um movimento artístico influenciado por mangás fundado por Takashi Murakami. Artistas Superflat cujas obras incorporam lolicon incluem Mr. [ja] e Henmaru Machino [ja]

### Relação aomoe
Na década de 1990, as imagens lolicon evoluíram e contribuíram ao desenvolvimento do moe, a resposta afetiva generalizada a personagens fictícios (tipicamente personagens bishōjo em mangá, anime e jogos de computador) e elementos de design associados. A forma do personagem bishōjo  passou de publicações de nicho otaku a revistas de mangá convencionais e teve uma explosão de popularidade na década, com o crescimento de jogos bishōjo e séries de anime como Sailor Moon e Neon Genesis Evangelion, pioneiros da mídia e mercadoria baseada no afeto dos fãs às protagonistas femininas. Personagens moe, que costumam ser personagens fisicamente imaturas exemplificadas por fofura, são ubíquas em mangás e animes contemporâneos. Em contraste ao lolicon, sexualidade em moe é tratada de forma indireta ou simplesmente ignorada;  a resposta moe é frequentemente definida com ênfase no amor platônico. John Oppliger da AnimeNation identifica Ro-Kyu-Bu!, Kodomo no Jikan e Moetan como exemplos de séries que desafiam a distinção entre moe e lolicon através do uso de insinuações sexuais, comentando que "satirizam a santidade casta do fenômeno moe" e "zombam dos espectadores e das delineações arbitrárias impostas pelos espectadores". Obras de lolicon "estilo moe" retratam erotismo leve, como vislumbres de roupas íntimas e renunciam ao sexo explícito.

## Legalidade e censura
As leis sobre pornografia infantil, incluindo as do Reino Unido, Canadá e Austrália, têm se expandido desde os anos 1990 para incluir representações sexualmente explícitas de personagens fictícios que representam crianças. Por outro lado, outros países, como o Japão e os Estados Unidos, excluem ficções de suas definições relevantes.
A legislação brasileira proíbe a produção, venda, distribuição e posse de pornografia infantil real, abrangendo quaisquer meios de obtenção ou divulgação. De acordo com o Estatuto da Criança e do Adolescente (ECA), pornografia infantil real é definida como registros que envolvam "qualquer situação que envolva uma criança (menor de 12 anos) ou adolescente (entre 12 e 17 anos) em atividades sexuais explícitas, reais ou simuladas, ou a exibição dos órgãos genitais de uma criança ou adolescente para fins predominantemente sexuais". Os termos "reais" e "simuladas", mencionados no artigo 241-E do ECA, referem-se às atividades sexuais explícitas retratadas, e não à natureza da criança ou adolescente (se real ou fictícia). Assim, a legislação penaliza a participação de crianças ou adolescentes reais, seja por meio de registros diretos ou por técnicas como fotomontagens, em cenas de conteúdo sexual explícito. Entretanto, representações fictícias, como desenhos, animações 3D e outras formas de arte gráfica, incluindo subgêneros do mangá e hentai japonês como lolicon e shotacon, são legalmente permitidas no Brasil, ainda que possam ser consideradas ofensivas ou polêmicas. Esses materiais, por não envolverem crianças ou adolescentes reais, não configuram ilícito penal de acordo com a legislação brasileira.
Em 1999, o Japão aprovou uma lei criminalizando a produção e distribuição de pornografia infantil. O projeto original da lei incluía representações de crianças fictícias na sua definição de pornografia infantil; após "críticas de muitos no Japão", esta parte do texto foi removida na versão final. Em 2014, o parlamento do Japão alterou a lei de 1999 para criminalizar a posse de pornografia infantil; o rascunho de 2013 introduzido pelo Partido Liberal Democrata (PLD), que mantinha a definição legal existente, incluiu uma cláusula para uma investigação governamental sobre se mangás, animes e imagens geradas por computador "similares à pornografia infantil" tinham relação com o abuso sexual infantil, que seria seguido por uma decisão posterior sobre a regulação. Esta disposição foi contestada por associações de artistas e editoras de anime e mangá, que argumentaram que a regulação infringiria na liberdade de expressão e impactaria negativamente na indústria criativa e citaram a falta de evidência existente que vincule a ficção e o crime. A disposição foi eliminada da versão final, que entrou em vigor em 2015.
A mídia lolicon é um alvo comum de decretos locais no Japão que restringem a distribuição de materiais designados como "prejudiciais ao desenvolvimento saudável dos jovens", que se fortaleceram pelos anos 1990 e 2000. Uma emenda proposta à lei de Tóquio sobre material proibido para a venda a menores de idade (descrita por vice-governador Naoki Inose como dirigida ao mangá lolicon não-pornográfico, escrevendo que "Tínhamos regulação para eromanga, mas não para lolicon") restringia representações de "jovens inexistentes" que pareciam ter menos de 18 anos e eram retratados em "situações sexuais anti-sociais". Sob oposição massiva de criadores de mangá, acadêmicos e fãs, o projeto de lei foi rejeitado em junho de 2010 pela Assembleia Metropolitana de Tóquio; no entanto, foi aprovada uma revisão em dezembro de 2010 que restringe "mangá, anime e jogos de computador" em que quaisquer personagem se envolva "atos sexuais ou pseudo sexuais que seriam ilegais na vida real" retratada de uma forma que "glorifique ou exagere" tais atos. Em 2011, diversos mangás estavam listados para restrição, incluindo Oku-sama wa Shōgakusei (Minha esposa é uma estudante do primário"), que havia sido criticado previamente por Inose na televisão. Posteriormente, foi publicado online por J-Comi, evitando a restrição.
Representações sexuais de personagens de meninas jovens também foram sujeitas à censura e restrição fora do Japão. Em 2006, a editora norte-americana Seven Seas Entertainment licenciou a série de mangás Kodomo no Jikan para lançamento sob o título Nymphet, mas os planos foram cancelados em 2007 após cancelamentos de fornecedores. Em uma declaração, a empresa observou que o mangá "não pode ser considerado apropriado para o mercado estadunidense por qualquer padrão razoável". Em 2020, o senador australiano Stirling Griff criticou o Conselho de Classificação da Austrália por emitir classificações para mangás e animes que representavam "exploração infantil" e pediu uma revisão das normas de classificação; mais tarde, no mesmo ano, o conselho proibiu a importação de venda de três volumes da série de light novels No Game No Life por representação sexualizada de personagens jovens. Em algumas plataformas online, incluindo Discord e Reddit não é permitido a postagem de conteúdo lolicon.

### Debate
Explicando a exclusão de lolicon da emenda de 2014 das leis de pornografia infantil do Japão, um legislador do PLD declarou que "Mangá, anime e pornografia infantil gerada por computador não violam diretamente os direitos de meninas ou meninos. Não foi cientificamente validado que cause danos, mesmo que indiretamente. Já que não foi validado, punir pessoas que veem ela seria ir longe demais;" a declaração ecoa argumentos de ativistas. Estatisticamente, o abuso sexual de menores de idade no Japão tem caído desde os anos 1960 e 1970, enquanto a prevalência de lolicon fictício tem aumentado; Patrick W. Galbraith interpreta isto como evidência de que imagens lolicon não influencia necessariamente em crimes e argumenta que personagens lolicon não necessariamente representam meninas ou meninos reais, mas sim o que McLelland chama de "terceiro gênero," enquanto Steven Smet sugere que lolicon é um "exorcismo de fantasias" que contribui para os baixos índices de criminalidade do Japão. Galbraith argumenta ainda que a cultura otaku coletivamente promove a alfabetização midiática e uma posição ética de separação entre ficção e realidade, especialmente quando a combinação dos dois seria perigosa. Baseando-se no seu trabalho de campo como antropólogo, escreve que a imaginação sexual do otaku, incluindo lolicon, "não levou a 'atos imorais', mas sim à atividade ética".  Um relatório de 2012 de Sexologisk Klinik ao governo dinamarquês não encontrou evidência de que desenhos que representam abuso sexual infantil fictício fomentam abuso real. A acadêmica Sharalyn Orbaugh argumenta que mangás representando sexualidade de menores de idade pode ajudar vítimas de abuso sexual infantil a superar seu próprio trauma e que há um maior dano na regulação da expressão sexual que o dano potencial causado por esses mangás.
O acadêmico jurídico Hiroshi Nakasatomi argumenta que lolicon pode distorcer os desejos sexuais dos leitores e induzir ao crime e que viola os direitos das crianças, uma visão compartilhada pela organização sem fins lucrativos CASPAR (fundada após o caso Miyazaki).  Alguns críticos, como a organização sem fins lucrativos Lighthouse, alegam que obras lolicon podem ser usadas para a corrupção de menores e geram uma cultura que aceita o abuso sexual. As diretrizes divulgadas em 2019 pelo Comitê de Direitos Humanos da ONU encorajou estados partes a incluir desenhos explícitos de crianças fictícias em leis contra a pornografia infantil, "particularmente quando estas representações são utilizadas como parte do processo de explorar sexualmente crianças". A crítica feminista Kuniko Funabashi argumenta que o mangá lolicon contribui para a violência sexual ao retratar meninas passivamente e ao "apresentar o corpo feminino como posse do homem". O acadêmico jurídico Shin'ichirō Harata argumenta que leis de pornografia infantil não deveriam unir a realidade e ficção, mas também que fãs não deveriam descartar a ambivalência representada por lolicon. Ele descreve a prática de manter os dois separados como a "ética do moe", ou "responsabilidade de otaku".
Dilton Rocha Ferraz Ribeiro analisa o debate sobre a situação legal das obras lolicon e encontra que tanto as coalizões pró-regulação e anti-regulação são relativamente estáveis, e cada uma reage às ações da outra coalizão. Catherine Driscoll e Liam Grealy argumentam que estes debates, incluindo pressão internacional sobre o Japão para que regule estas obras, criam um "discurso de excepcionalismo japonês" diante das normas internacionais.

## Análise
Estudiosos de mídia e cultura respondendo a lolicon geralmente identificam-no como distinto da atração à garotas jovens reais. O antropólogo cultural Patrick W. Galbraith observa que "desde os primeiros escritos até o presente, pesquisadores sugerem que artistas de lolicon estão manipulando símbolos e trabalhando com tropos, o que não reflete nem contribui para patologias sexuais ou crimes". O psicólogo Tamaki Saitō, que conduziu um trabalho clínico com pessoas otaku, destaca um distanciamento de desejos lolicon da realidade como parte de uma distinção para o otaku entre "sexualidade textual e real" e observa que "a vasta maioria dos otaku não são pedófilos na vida real". A pesquisadora de mangá Yukari Fujimoto [ja] argumenta que o desejo lolicon "não é a uma criança, mas para a imagem em si" e que isto é entendido por aqueles "criados na cultura [japonesa] do desenho e fantasia". O sociólogo Mark McLelland identifica lolicon e yaoi como gêneros "autoconscientemente irrealistas", dado a rejeição por fãs e criadores à "tridimensionalidade" em favor da "bidimensionalidade" e compara lolicon a fandom de yaoi, em que fãs consomem representações de homossexualidade que "carecem de qualquer correspondente no mundo real". Setsu Shigematsu argumenta que lolicon reflete uma mudança no "investimento erótico" da realidade à "figuras de desejo bidimensionais". A téorica queer critica a classificação de obras lolicon como "pornografia infantil" como uma expressão de discriminação sexual que marginaliza a fictossexualidade ou nijikon.
Muitos estudiosos também identificam o lolicon como forma de auto-expressão por parte de seus criadores e consumidores masculinos. A socióloga Sharon Kinsella sugere que, para os fãs de lolicon, "o objeto de desejo feminino infantilizado [...] passou a ser um aspecto de sua própria autoimagem e sexualidade". Akira Akagi argumenta que mangás lolicon representaram uma mudança notável na identificação por parte leitor ao "herói" penetrador, comum em gekiga pornográfico: "Leitores lolicon não precisam de um pênis para o prazer, mas sim do êxtase da garota [...] Identificam-se com a garota e se envolvem em um prazer masoquista." Crítico de mangá Gō Itō vê isto como um "desejo abstrato", citando um artista lolicon que lhe disse que "ele era a garota que é estuprada no mangá", refletindo um sentimento de ser "estuprado pela sociedade, ou pelo mundo". Kaoru Nagayama postula que leitores lolicon adotam uma perspectiva fluida que alterna entre a de um voyeur onisciente e dos personagens de uma obra, refletindo um papel de leitor ativo e uma projeção aos personagens femininos. Escrevendo em The Book of Otaku (1989), a feminista Chizuko Ueno argumenta que o lolicon, como uma orientação em direção às bishōjo fictícias, é "completamente diferente da pedofilia". Ueno caracteriza o lolicon como um desejo de "fazer parte do mundo 'fofo' das garotas" para os fãs masculinos de mangás shōjo que "consideram difícil demais ser um homem".
Estudiosos também associam o surgimento do lolicon a mudanças nas relações de gênero no Japão. O sociólogo Kimio Itō argumenta que o aumento da popularidade do lolicon está relacionado a uma transformação ocorrida nas décadas de 1970 e 1980. Durante esse período, muitos jovens do sexo masculino, movidos pela percepção de que as meninas estavam "superando-os em termos de força de vontade e ação", refugiaram-se no "mundo da imaginação". Nesse espaço, as personagens femininas jovens ofereciam uma sensação de controle, sendo vistas como figuras "fáceis de manipular". A pesquisadora Sharon Kinsella interpreta o lolicon como parte de um "olhar tanto de medo quanto de desejo", desencadeado pelo crescente poder das mulheres na sociedade. Segundo Kinsella, esse fenômeno reflete um desejo reativo de ver a garota "infantilizada, despida e subordinada". A estudiosa de mídia Chizuko Naitō vê o lolicon como um reflexo de um "desejo social" mais amplo por garotas jovens como símbolos sexuais no Japão. Naitō descreve esse fenômeno como parte de uma "sociedade loliconizada", onde a figura da jovem se torna um ícone de atração sexual. A antropóloga cultural Christine Yano argumenta que a representação erotizada da shōjo, "real ou fictícia", reflete uma "pedofilia heteronormativa", na qual se destaca a efemeridade da infância: "é na infância que [a garota] se torna preciosa, como uma figura transitória ameaçada pela iminente entrada na vida adulta".